# Wo die Lerche singt
Wo die Lerche singt (Där lärkan sjunger) är en operett i tre akter med musik av Franz Lehár och libretto av Alfred Maria Willner och Heinz Reichert efter teaterstycket "Dorf und Stadt" av Charlotte Birch-Pfeiffer. Operetten hade premiär på ungerska med titeln "A Pacsirta" (= "Lärkan") den 1 februari 1918 på Kungliga operan i Budapest. Den första tyska uppsättningen gavs den 27 mars 1918 på Theater an der Wien i Wien. Det var en av Lehárs mest framgångsrika operetter under första världskriget.

## Historia
I jämförelse med Lehárs andra operetter, som till exempel Glada änkan, har Wo die Lerche singt förbleknat avsevärd och har därför inte förknippats med hans andra stora framgångar. Det beror dock mindre på Lehárs musik än på librettot. Trots det var operettens start lyckosam och under de första åren efter premiären förekom den ofta på teaterrepertoaren på tyska och ungerska operor. Idag framförs operetten som helhet mycket sällan. Enstaka musiknummer förekommer på konserter. 

## Personer
- Török Pal, en gammal bonde (baryton)
- Margit, hans barnbarn (sopran)
- Sandor Zapolja, en målare (tenor)
- Baron Arpad Ferenczy, hans vän (tenor)
- Vilma Garamy, sångerska (sopran)
- Bodroghy Pista, en bondpojke (tenor)
- Borcsa, husa (sopran)
- Kovacs Lajos (baryton)
- Janos (tenor)

## Handling
Den unga Margit står modell för målaren Sándor, en artist från Budapest. Hon tjusas av den sofistikerade världsvane mannen och går med på att följa med honom till Budapest så han kan slutföra tavlan. Men efter att Sándor har förfört henne och tavlan har vunnit första pris tröttnar han på henne. Hon längtar hem "där lärkan sjunger" och inser att hennes rätta plats är hemma hos Pista, hennes trogne fästman. 

## Musiknummer
- Förspel
- Es rötelf im Laube
- Die Sommerfrischler sind fort
- Was geh'n mich an die Leute
- Durch die weiten Felder
- Hallo, Großvater
- Wo die Lerche singt
- Ja, ist's möglich
- Ein Hauch wie von Blüten
- Mein Kavalier hat mich im Stich gelassen
- Bitte, nehmen's doch Platz
- Heute morgen, Gnädigste
- Koreinen gradewegs vom Schnitt
- Jetzt wird der Wein gutschmecken
- Wie von Ferne ruft
- Und Margit folgte dem Maler
- Ich, Du, Er, Wir, Ihr und Sie
- Margit, bist lustig und tanzt
- Bin ich erst ein großer Mann
- Es scheint, es hat geklopft
- Pali, sagt' mir einst die Mutter
- Kommen Sie nur, Margit
- Ah, diese herrlichen Rosen
- Gottseidank
- Du wilder Teufel
- Entr'act - Walzer
- Wieder einige Monate spates
- Im Ernst, in dieser Umgebung
- Großvater, Großvater
- Da schau, Boresa

## Film
1936 gjordes operetten om till film med samma titel regisserad av Karel Lamač. Filmen var en samproduktion mellan Ungern, Tyskland och Schweiz.